# Chonsu
| Aa1 · n | M23 | w | A40 |

| Aa1 · n | M23 | w | A40 |

Chonsu (eg. Ḫnsw, dosł. „Wędrowiec”) – tebański bóg Księżyca.
Funkcje i atrybuty przejął od hermopolitańskiego Thota. W Tebach uważany był za syna Amona i Mut. Związany był także z kultami Szu i Horusa, a u schyłku Nowego Państwa zyskał aspekt boga-uzdrowiciela. W okręgu Amona w Karnaku miał własną świątynię.
Przedstawiano go w postaci ludzkiej jako mężczyznę lub dziecko, a także w postaci człowieka z głową sokoła bądź ibisa. Podobnie jak Ozyrys i Ptah, odziany był w rodzaj całunu, a na głowie nosił dysk księżycowy.